# Gymnasium Rodenkirchen
Das Gymnasium Rodenkirchen ist ein 1965 gegründetes Gymnasium im heutigen Kölner Stadtteil Rodenkirchen in Nordrhein-Westfalen.

## Überblick
Am Gymnasium Rodenkirchen werden 1.377 Schüler von 117 Lehrern unterrichtet. Die Schule verfügt über eine eigene Cafeteria, eine Turnhalle, ein Selbstlernzentrum, eine Aula, zwei Computerräume und eine neu gebaute Mensa.
In der Schule gibt es in der 6. Stufe die Sprachen Französisch und Latein zur Auswahl, in der 8. Stufe kommt Spanisch hinzu. Differenzierung ist in der 8. Stufe in folgenden Kursen möglich: Latein (nur für Französisch), Informatik, Spanisch, Kunst, Politik und Wirtschaft, Naturwissenschaften. Spanisch kann außerdem in der EF neu gewählt werden. Es wird katholischer und evangelischer Religionsunterricht und als alternative Praktische Philosophie angeboten.

## Aktivitäten
Seitens der Schule besteht ein regelmäßiger Austausch mit Partnerschulen in Kraków, Poitiers, Wolgograd und seit kurzem auch mit der Centennial High School in Minnesota. Im Rahmen der Japanisch-AG finden regelmäßig Japanreisen statt. Zudem finden alle zwei Jahre Sponsorenläufe statt, durch die Selbsthilfeprojekte in Campoy und Malawi unterstützt werden.
Besonders aktiv ist die Schule auch in der sportlichen Förderung ihrer Schüler. Erwähnenswert ist hier vor allem die Ruderriege des Gymnasiums, die auf dem Otto-Maigler-See trainiert und seit Bestehen des Gymnasiums von der Kölner Rudergesellschaft 1891 unterstützt wird.
Die Schule verfügt ferner über einen Chor (GyRoVOICES), eine Brassband (GyRoBRASS) und zwei Orchester (YoungCLASSICS, GyRoCLASSICS). Der Chor und die Brassband treten jährlich Ende November vor den Bläck Fööss in der Aula der Schule auf. Es gibt eine Theater-AG, eine Biologie- und Gartenbau-AG, eine Licht- und Ton-AG und eine Japanisch-AG. Von 2015 bis 2017 gab es ein Flüchtlingsprojekt am Gymnasium Rodenkirchen. Außerdem beteiligt sich das Gymnasium Rodenkirchen an dem Kölner Schull- un Veedelszöch im Kölner Karneval.
Es besteht eine Schülerzeitung (GyRoLife), die vier Mal jährlich auf der Webseite der Schule zum Download als PDF angeboten wird.
In der 8. Klasse fahren alle Schüler mit ihren Klassen auf Skifahrt auf die Schwandalpe im Kleinwalsertal (Österreich)  (Januar/Februar/März).
Seit 2011 gibt es für die Jahrgangsstufen 5-9 IT-Schulungstage zu Word, PowerPoint, Excel, Photoshop und soziale Netzwerke. Dafür stehen 53 Laptops zur Verfügung, die der Schule von Microsoft, Intel und Acer gespendet wurden. Die Schulungen werden von Lehren und  Eltern geleitet.

## Bekannte ehemalige Schüler
- Henrik Albrecht, Komponist
- Katarina Barley, MdEP, Bundesministerin a. D. (SPD)
- Piet Blank, DJ und Produzent
- Peter Carstens, Journalist
- Johannes Erlemann, Entführungs-Überlebender
- Annette Frier, Schauspielerin und Komikerin
- Julia Gross, deutsche Botschafterin in Ungarn
- Jan Dirk Harke, Jurist
- Martin Dörmann, ehemaliges MdB (SPD)
- Silvana Koch-Mehrin, ehemaliges MdEP (FDP)
- Leonhard Koppelmann, Regisseur
- Jobst Landgrebe, KI-Experte
- Ulrike Nasse-Meyfarth zweifache Hochsprung-Olympiasiegerin[6]
- Markus Peters, Journalist und Schriftsteller